# Valdas Trakys
Valdemaras Trakys, detto Valdas (Kretinga, 20 marzo 1979), è un allenatore di calcio ed ex calciatore lituano, di ruolo attaccante, tecnico del Minija Kretinga.

## Palmarès

### Giocatore

#### Club
- Campionato lituano: 3

Žalgiris Kaunas: 1999
Ekranas: 2008, 2009

#### Individuale
- Capocannoniere dell'A Lyga: 1

2009 (20 gol)